# ما هونج
ما هونج (بالصينية: 馬洪,) هو اقتصادي وسياسي صيني، ولد في 18 مايو 1920، وتوفي في 28 أكتوبر 2007 بسبب مرض باركنسون. انتخب عضو اللجنة الدائمة للمجلس الوطني لنواب الشعب الصيني ‏ خلال فترته النيابية ‏ وانتخب عضو مجلس الشعب الصيني ‏ خلال فترته النيابية ‏.